# Ghicitorile lui Blue și tu!
Ghicitorile lui Blue și tu! (în engleză Blue's Clues & You!) este un serial de televiziune interactiv animat live. Este un reboot al serialului TV original Blue's Clues din 1996, cu o nouă gazdă, Joshua Dela Cruz, și este co-dezvoltat de creatorii de serie originale Angela C. Santomero și Traci Paige Johnson. Seria este produsă de Nelvana 9 Story Media Group, and Brown Bag Films< și. A avut premiera în America pe 11 noiembrie 2019.
În România, serialul a avut premiera pe Nick Jr. în data de 30 martie 2020.

## Episoade
| N/o       | Titlu română                              | Titlu engleză                                       | Premiera originală          | Premiera în România |
| --------- | ----------------------------------------- | --------------------------------------------------- | --------------------------- | ------------------- |
|           |                                           |                                                     |                             |                     |
| SEZONUL 1 |                                           |                                                     |                             |                     |
|           |                                           |                                                     |                             |                     |
| 1         | El este Josh                              | Meet Josh!                                          | 11.11.2019                  | 30.03.2020          |
| 2         | Ne jucam cu Magenta                       | Playdate with Magenta                               | 12.11.2019                  | 01.04.2020          |
| 3         | Noutăți de la Bleu                        | Big News with Blue                                  | 13.11.2019                  | 02.04.2020          |
| 4         | ABC cu Blue                               | ABC's with Blue                                     | 14.11.2019                  | 03.04.2020          |
| 5         | 123 cu Bleu                               | 123's with Blue                                     | 18.11.2019                  | 06.04.2020          |
| 6         | Zi tristă cu Bleu                         | Sad Day with Blue                                   | 19.11.2019                  | 07.04.2020          |
| 7         | Râdem cu Bleu                             | Laugh with Blue                                     | 20.11.2019                  | 08.04.2020          |
| 8         | Cântăm cu Bleu                            | Song Time with Blue                                 | 21.11.2019                  | 09.04.2020          |
| 9         | Ne luam ochelari cu Magenta               | Getting Glasses With Magenta                        | 13.12.2019                  | 24.08.2020          |
| 10        | Creștem cu Bleu                           | Growing with Blue                                   | 10.01.2020                  | 10.04.2020          |
| 11        | La Mulți Ani, Bleu                        | Happy Birthday, Blue!                               | 07.02.2020                  | 31.03.2020          |
| 12        | Spunem povesti cu Bleu                    | Story Time with Blue                                | 06.03.2020                  | 26.08.2020          |
| 13        | Echipa gândirii                           | The Thinking Squad                                  | 03.04.2020                  | 28.08.2020          |
| 14        | Stiinta cu Bleu                           | Science with Blue                                   | 05.05.2020                  | 25.08.2020          |
| 15        | Culori peste tot cu Bleu                  | Colors Everywhere with Blue                         | 02.06.2020                  | 29.08.2020          |
| 16        | Petrecere în pijamale cu Bleu             | Pajama Party with Blue                              | 16.06.2020                  | 21.12.2020          |
| 17        | Concert cu Bleu                           | Bluestock                                           | 14.07.2020                  | 27.08.2020          |
|           |                                           |                                                     |                             |                     |
| SEZONUL 2 |                                           |                                                     |                             |                     |
|           |                                           |                                                     |                             |                     |
| 18        | Trupa lui Bleu                            | Blue's Big Beat Band                                | 19.08.2020                  | 23.12.2020          |
| 19        | De-a v-ați ascunselea cu Bleu             | Hide and Seek with Blue                             | 16.09.2020                  | 14.12.2020          |
| 20        | Vânătoare de comori cu Bleu               | Blue's Treasure Hunt                                | 30.09.2020                  | 25.12.2020          |
| 21        | Petrecere în costume cu Bleu              | Spooky Costume Party with Blue                      | 16.10.2020                  | 31.10.2020          |
| 22        | Recunoscător cu Bleu                      | Thankful with Blue                                  | 06.11.2020                  | 11.12.2020          |
| 23        | Bun venit la restaurantul lui Bleu        | Welcome to Blue's Bistro                            | 13.11.2020                  | 07.04.2021          |
| 24        | Emisiunea de gătit a lui Bleu             | Blue's Big Baking Show                              | 20.11.2020                  | 05.04.2021          |
| 25        | Ajunul Crăciunului cu Bleu                | Blue's Night Before Christmas                       | 04.12.2020                  | 18.12.2021          |
| 26        | Ne pregătim de culcare cu Bleu            | Sleepy Singalong with Blue                          | 18.12.2020                  | 08.04.2021          |
| 27        | Marea petrecere a lui Bleu                | Blue's Big Dance Party                              | 01.01.2021                  | 06.04.2021          |
| 28        | Să imaginăm cu Bleu                       | Blue's Big Imagination                              | 22.01.2021                  | 09.04.2021          |
| 29        | Ziua Iubirii cu Bleu                      | What I Like About Blue                              | 12.02.2021                  | 28.06.2021          |
| 30        | Prezentarea lui Bleu                      | Blue's Show and Tell Surprise                       | 05.03.2021                  | 01.07.2021          |
| 31        | Zi Ploioasă cu Bleu                       | Blue's Rainy Day Rainbow                            | 12.03.2021                  | 29.06.2021          |
| 32        | A Venit Primăvara                         | Spring is Here!                                     | 23.04.2021                  | 29.09.2021          |
| 33        | Marea aventură cu Bleu din cartier        | Blue's Big Neighborhood Adventure                   | 21.05.2021                  | 27.09.2021          |
| 34        | O zi la plajă cu bleu                     | Blue's Beach Bonanza                                | 04.06.2021                  | 01.10.2021          |
| 35        | Cutia Oriunde                             | Blue's Anywhere Box Surprise                        | 25.06.2021                  | 30.06.2021          |
| 36        | Cazul Plăcintei Dispărute                 | Mystery of the Missing Pies                         | 02.07.2021                  | 21.03.2022          |
| 37        | Bleu face un film cu tine                 | Blue Makes a Movie with YOU!                        | 20.08.2021                  | 30.09.2021          |
| 38        | Este Ziua Ta                              | It's YOUR Birthday!                                 | 17.09.2021                  | 28.09.2021          |
|           |                                           |                                                     |                             |                     |
| SEZONUL 3 |                                           |                                                     |                             |                     |
|           |                                           |                                                     |                             |                     |
| 39        | Noul Nostru Vecini                        | Our New Neighbor!                                   | 01.10.2021                  | 14.03.2022          |
| 40        | Fantoma Din Sufragerie                    | The Ghost of the Living Room                        | 18.10.2021                  | 25.10.2022          |
| 41        | Marea Paradă Cu Costume a lui Bleu        | Blue's Big Costume Parade                           | 29.10.2021                  | 02.06.2022          |
| 42        | Sărbătoarea Luminii                       | A Blue's Clues Festival of Lights                   | 26.11.2021                  | 18.03.2022          |
| 43        | Să Ne Jucăm în Zăpadă cu Bleu             | Blue's Snowy Day Surprise                           | 06.12.2021                  | 15.08.2022          |
| 44        | Dar Dinozaurul cu bleu                    | Blue's Dino Clues                                   | 14.01.2022                  | 15.03.2022          |
| 45        | Să Construim cu bleu                      | Building with Blue                                  | 04.02.2022                  | 17.03.2022          |
| 46        | Ziua Sporturilor cu bleu                  | Blue's Backyard Sports Spectacular                  | 08.02.2022                  | 16.08.2022          |
| 47        | Cadoul Misterios Al Lui bleu              | Blue's Mystery Present                              | 18.03.2022                  | 16.03.2022          |
| 48        | Mister La Poștă                           | Mailtime Mystery                                    | 18.03.2022                  | 17.08.2022          |
| 49        | Magenta nu se poate opri din chicotit     | Magenta's Case of the Giggles                       | 01.04.2022                  | 02.12.2022          |
| 50        | Aventura Cățelușei Curcubeu               | Rainbow Puppy's Skidoo Adventure                    | 13.05.2022                  | 07.12.2022          |
| 51        | In Laguna Ghicitori                       | Blue's Treasure of Clue Lagoon                      | 22.06.2022                  | 08.12.2022          |
| 52        | Mica Scufiță Curcubeu                     | Blue and Little Rainbow Riding Hood                 | 05.08.2022                  | 09.12.2022          |
| 53        | Uimitorul Joshini                         | Joshini the Amazing                                 | 04.04.2022 (Marea Britanie) | 01.12.2022          |
| 54        | Dimineața muzicală a lui Tic-Tic          | Tickety's Big Musical Morning!                      | 05.04.2022 (Marea Britanie) | 28.11.2022          |
| 55        | Ceva nou la școala lui Bleu               | Something New at Blue's School                      | 06.04.2022 (Marea Britanie) | 29.11.2022          |
| 56        | Albumul lui Sage si Ginger                | Sage and Ginger's Baby Book                         | 07.04.2022 (Marea Britanie) | 30.11.2022          |
| 57        | Povești cu Camila                         | Blue’s Storytime with Camila                        | 08.04.2022 (Marea Britanie) | 18.08.2022          |
| 58        | Ca-n Filipine                             | Feelin' Filipino                                    | 06.10.2022                  | 05.12.2022          |
| 59        | În Bleuniverse                            | Into the Blueniverse!                               | 07.11.2022                  | 06.12.2022          |
|           |                                           |                                                     |                             |                     |
| SEZONUL 4 |                                           |                                                     |                             |                     |
|           |                                           |                                                     |                             |                     |
| 60        | Legenda lui Jack-o'-lantern               | The Legend of the Jack O'Lantern                    | 20.10.2022                  | 28.10.2023          |
| 61        | Să fii sănătos cu bleu                    | Getting Healthy with Blue                           | 06.10.2020 (DVD)            |                     |
| 62        | Crăciunul cu tine și Bleu                 | A Blue Christmas with You!                          | 29.11.2022                  | 24.12.2023          |
| 63        | Dorința lui Blue se împlinește!           | Blue's Wish Comes True!                             | 03.02.2023                  | 31.07.2023          |
| 64        | Supriza Magentei de Ziua Mulțumirii       | Magenta's Thank You Day Surprise (Thank You Day)    | 10.02.2023                  | 01.08.2023          |
| 65        | Pompier Bleu la datorie                   | Firefighter Blue to the Rescue!                     | 03.03.2023                  | 02.08.2023          |
| 66        | Cavalerii mesei de ospăț                  | Knights of the Snack Table                          | 05.05.2023                  | 03.08.2023          |
| 67        | O seară la Muzeul lui bleu                | Night at the Blueseum                               | 12.05.2023                  | 09.10.2023          |
| 68        | Povestea lui Lopată și Găleata            | A Tale of Shovel & Pail                             | 19.05.2023                  | 10.10.2023          |
| 69        | Cazul fotoliu gândiri dispărute           | The Case of the Missing Thinking Chair              | 26.05.2023                  | 11.12.2023          |
| 70        | Echipa gândirii revine                    | Return of the Thinking Squad                        | 11.09.2023                  | 19.12.2023          |
| 71        | Un premiu cu fundă albastră               | Rainbow Puppy's Big Farm Fair (A Blue-Ribbon Prize) | 09.10.2023                  | 11.10.2023          |
| 72        | Campionatul de Kickball a Pearl           | Pearl's Kickball Championship                       | 10.10.2023                  | 12.10.2023          |
| 73        | Marea cursa derbi lui bleu                | The Big Blue Derby                                  | 11.10.2023                  | 12.12.2023          |
| 74        | Noul animal de companie al lui Bleu       | Blue's New Pet                                      | 13.10.2023                  | 13.12.2023          |
| 75        | Vrăjitorul din Skidoo                     | The Wizard of Skidoo                                | 16.10.2023                  | 14.12.2023          |
| 76        | Josh are o zi proastă                     | Josh's Crummy Day                                   | 17.10.2023                  | 15.12.2023          |
| 77        | Înghețata lui Josh și Bleu                | Josh and Blue's Ice Cream Shoppe                    | 18.10.2023                  | 18.12.2023          |
| 78        | Mirosul Mirositor                         | The Smelly Smell                                    | 19.10.2023                  | 20.12.2023          |
| 79        | Catelul Curcubeu! stâncă rock             | Rock On, Rainbow Puppy!                             | 23.10.2023                  | 25.03.2024          |
| 80        | Salutare Mexico City                      | ¡Hola, Mexico City!                                 | 24.10.2023                  | 26.03.2024          |
| 81        | Ce mai faci, Philippines!                 | Kamusta, Philippines!                               | 25.10.2023                  | 27.03.2024          |
| 82        | La mulți ani, Sage si Ginger              | Happy Birthday, Sage & Ginger                       | 26.10.2023                  | 21.12.2023          |
| 83        | Dacă nu m-ai văzut fii tu                 | If You Don't See It, Be It!                         | 12.02.2024                  | 31.03.2024          |
| 84        | Hotelul bleu                              | Hotel Blue                                          | 13.02.2024                  | 28.03.2024          |
| 85        | Știri de Ultima Oră                       | Blue's Breaking News                                | 14.02.2024                  | 29.03.2024          |
| 86        | Sărbătoarea numărătoarea inversă lui bleu | Blue's Countdown Celebration                        | 15.02.2024                  | 30.03.2024          |